# Fternón
Fternón (Fterno) är en ort i Grekland.   Den ligger i prefekturen Lefkas och regionen Joniska öarna, i den centrala delen av landet, 270 km väster om huvudstaden Aten. Fternón ligger 224 meter över havet och antalet invånare är 181. Den ligger på ön Lefkas.
Terrängen runt Fternón är varierad. Havet är nära Fternón åt sydost.  Närmaste större samhälle är Lefkáda, 19,4 km norr om Fternón. 